# سعید اختر میرزا
سعید اختر میرزا (انگلیسی: Saeed Akhtar Mirza؛ زادهٔ ۳۰ ژوئن ۱۹۴۳) کارگردان فیلم، فیلم‌نامه‌نویس و مستندساز اهل هند است.
وی برنده جایزه ملی فیلم بهترین کارگردانی شده‌است.